# Однополые родители (фильм)
«Однополые родители» (фр. Des parents pas comme les autres) — французская драма 2001 года режиссёра Лоранс Катриан.

## Сюжет
Олимпия стала встречаться с Лео, парнем из своего класса. Жеральдина, одноклассница, приревновала её и рассказала всем в школе, что мать Олимпии — лесбиянка. Это действительно так, но большой проблемы бы не возникло, если бы Мартина, мать Олимпии, не была с дочерью в глухой вражде.
Живя в маленьком городке, Мартина всегда была источником слухов, вся её жизнь прошла в страхе. Отвергнутая матерью, она боится разговаритвать с Олимпией о своей сексуальной ориентации, хотя уже два года живёт с До, своей возлюбленной, в одной квартире с дочерью. Стена молчания, окружающая мать и её любовницу, заставляет Олимпию чувствовать себя брошенной, нелюбимой и отвергнутой. Молчание матери выводит её из себя. Она ссорится с Лео, хотя тот любит её.
Слухи, распространяемые в школе Жеральдиной, наносят Олимпии дополнительные удары. Не в силах вынести происходящее, она уезжает к отцу в Париж. Её отец и мать никогда не жили вместе, оба они гомосексуалы. Но, в отличие от Мартины, Антуан не стесняется своей ориентации, не скрывает чувств и проявлений нежности к партнёру. Олимпии свободно и легко с ним.
Вернувшись домой, она снова оказывается в атмосфере лжи и молчания. Вызвав конфликт, она добивается, что До уходит от матери. Мартина, потрясенная случившимся, впервые открыто говорит с дочерью о своих чувствах. Прорыв в молчании приводит к обострению накопившихся обид. Олимпия сбегает из школы и пропадает.
Мартина впервые узнаёт, как тяжело было её дочери выдерживать оскорбления одноклассников. Из Парижа приезжает обеспокоенный Антуан, на которого Мартина выплёскивает обиды и претензии. Но все события последнего времени помогли ослабить подавляющее Мартину чувство страха.
Олимпия возвращается домой. Выйдя из тюрьмы молчания, в которую она сама себя заключила, Мартина восстанавливает отношения с дочерью, к ней возвращается До. Олимпия же снова вместе с Лео.

## Актёрский состав
| В ролях         |  | Персонаж                  |
| --------------- |  | ------------------------- |
| Луиз Моно       |  | Олимпия                   |
| Элизабет Бурже  |  | Мартина, мать Олимпии     |
| Lucas Bonnifait |  | Лео, одноклассник         |
| Фанни Флоридо   |  | Марион, подруга           |
| Донатье Дюпон   |  | До, подруга Мартины       |
| Джули Фурнье    |  | Жеральдина, одноклассница |
| Сэмюэл Лабарте  |  | Антуан, отец Олимпии      |